# Chen Kuiyuan
Chen Kuiyuan (chinois simplifié : 陈奎元 ; chinois traditionnel : 陳奎元 ; pinyin : Chén Kuíyuán), né en janvier 1941, est un homme politique de la république populaire de Chine.

## Biographie
Il fut le secrétaire du parti communiste de la Région autonome du Tibet entre 1992 et 2000.
Dans son ouvrage Tibet, Tibet, une histoire personnelle d'un pays perdu, l'écrivain Patrick French note que Chen Kuiyuan dirigea le Tibet, à la manière coloniale, c'est-à-dire à distance, depuis Chengdu, tout comme son prédécesseur Hu Jintao qui passa à Pékin les 2 dernières années de son mandat.
Selon Robert Barnett, c'est dans les écrits de Chen Kuiyuan que l'on peut trouver les justifications les plus explicites à l'utilisation de l'économie comme un moyen de contrôle. Quand Chen arriva au Tibet en 1992, son but semble avoir été de détruire la notion de priorité tibétaine dans la sphère économique. Il s'opposa à ceux qui voulaient que l'économie tibétaine soit principalement contrôlée par des Tibétains. L'attaque de la culture et de la religion tibétaine s'est développée depuis la nomination de Chen. Les premiers signes publics de ce changement de politique apparu en mai 1994 quand il fut demander aux membres du parti au Tibet d'enlever toute photo du 14e dalaï-lama et tout signe religieux de leur maison, rappelant l'engagement du PCC envers l'athéisme. Le 28 septembre 1994, pour la première fois, la police confisquait des photos du dalaï-lama en vente sur les marchés de Lhassa, marquant l'extension de la campagne aux Tibétains ordinaires. Le 5 avril 1996, Tibet Daily annonça formellement l'interdiction de montrer des photos du dalaï-lama en public, ce qui fut suivi de conflit dans plusieurs monastères, notamment à Ganden où un moine fut tué à la suite du tir des troupes venues mettre fin à une manifestation. Il s'ensuivit une campagne de rééducation patriotique dans les monastères où des équipes de fonctionnaires furent envoyés dans chaque monastère et couvent du Tibet pour obtenir des dénonciations écrites du dalaï-lama de tous les moines et les nonnes. De nouveaux comités administratifs furent mis en place dans les monastères. Des centaines de moines et de nonnes furent expulsés de leurs institutions et s'enfuirent en Inde. Certains furent emprisonnés à la suite de petites manifestations. Chen poursuivi sa politique en exigeant que tous les fonctionnaires du gouvernement renoncent non seulement à rendre un culte au dalaï-lama, mais aussi à toute forme de pratique religieuse. En 1997, cette règle fut étendue à tous les membres des familles des fonctionnaires, les employés de l'État, les étudiants et les écoliers. L'extension de l'interdiction religieuse aux familles des fonctionnaires aurait conduit le dirigeant chinois Li Lanqing (en) à critiquer Chen lors de sa visite à Lhassa en août 2000, six semaines avant qu'il ne perde ses fonctions au Tibet.
Per Kværne  indique que Chen Kuiyuan, lors d'un discours à Lhassa en juillet 1997, a réfuté la notion que la culture nationale tibétaine serait une culture bouddhique. Il déclara que « le bouddhisme est une culture étrangère [au Tibet] ».
Lors d'une réunion interne, Chen aurait déclaré que le nationalisme tibétain était lié à la religion tibétaine, elle-même liée à la culture et à la langue tibétaine, ce qui impliquait qu'elles devaient être restreintes. Peu après, les classes de tibétain expérimentales ouvertes par le 10e panchen-lama 6 ans plus tôt dans quatre écoles secondaires furent fermées, de même que les bureaux de traduction tibétaine. Le département de tibétain de l'université du Tibet fut suspendu durant 2 ans et des érudits tibétains encouragés à prendre une retraite anticipée.

### Plainte du Comite del Apoyo al Tibet
À la suite du dépôt d'une plainte par le Comite de Apoyo al Tibet, la Casa del Tibet et son président-fondateur Thubten Wangchen, député du Parlement tibétain en exil ayant la nationalité tibétaine, le 11 janvier 2006, la Cour suprême d'Espagne avait annoncé qu'elle allait instruire une enquête concernant l'implication de sept anciens dirigeants chinois, entre autres l'ancien président Jiang Zemin et l'ancien Premier ministre Li Peng, dans un « génocide au Tibet ». Cette instruction était la conséquence d'un arrêté de la Cour constitutionnelle espagnole du 26 décembre 2005 qui autorisait le traitement des plaintes pour génocides, même si elles n'impliquaient pas de nationaux espagnols[réf. souhaitée]. Si, à la suite de pressions émanant d'Israël, de la Chine et des États-Unis, le Sénat espagnol est amené, le 19 mai 2009, à limiter la loi de compétence universelle de sorte qu'elle ne s'applique qu'à des cas impliquant des Espagnols ou à des suspects présents sur le territoire de l'Espagne,, cela ne gène nullement la procédure, Thubten Wangchen, un Tibétain en exil possédant la nationalité espagnole. Le 19 novembre 2013, la Cour nationale espagnole a rendu un arrêt qui devrait entraîner l'émission de mandats d'interpellation de Chen Kuiyuan et de 4 autres anciens dirigeants chinois soupçonnés d'avoir bafoué les droits de l'homme au Tibet : Jiang Zemin, ancien président et secrétaire du Parti, Li Peng, Premier ministre lors de la répression au Tibet dans les années 1980 et au début des années 1990, Qiao Shi, ancien chef de la sécurité chinois et responsable de la Police armée du peuple pendant la période de la loi martiale au Tibet à la fin des années 1980 et Deng Delyun (également connu sous le nom Peng Pelyun), ministre de la planification familiale dans les années 1990,.